# Ferenc Gyurkovics
Ferenc Gyurkovics (* 3. September 1979 in Pécs) ist ein ungarischer Gewichtheber.

## Karriere
Gyurkovics gewann bei den Junioren-Europameisterschaften 1998 die Bronzemedaille in der Klasse bis 105 kg. Sein bester Platz bei Europameisterschaften war 2013 Platz sieben. Bei den Weltmeisterschaften 2003 kam er mit 405,0 kg auf Platz sechs. 2004 wurde er bei den Olympischen Spielen zuerst Zweiter. Nachdem er aber bei der Dopingkontrolle positiv auf Oxandrolon war, wurde er für zwei Jahre gesperrt und bekam die Silbermedaille aberkannt.